# Alfred Des Cloizeaux
Alfred Louis Olivier Legrand Des Cloizeaux (Beauvais, 17 oktober 1817 – Parijs, 6 mei 1897) was een Frans mineraloog. 
Des Cloizeaux deed onderzoek naar de geisers in IJsland en schreef over de indeling van vulkanische gesteentes. Zijn belangrijkste werk was onderzoek naar de optische eigenschappen van mineralen onder de polarisatiemicroscoop. Hij ontwikkelde een methode om verschillende veldspaten te determineren. 
Het mineraal descloïziet is naar hem genoemd.

## Academisch
Des Cloizeaux studeerde met Jean-Baptiste Biot aan het Collège de France. Later werd hij hoogleraar mineralogie aan de École Normale Supérieure en vervolgens op het Muséum national d'histoire naturelle in Parijs.
Des Cloizeaux werd in 1869 verkozen tot lid van de Académie des Sciences en werd haar voorzitter in 1889. Hij werd in 1870 bekroond met de Rumford Medal. In 1886 ontving Des Cloizeaux de Wollaston Medal van de Geological Society.

## Auteur
Des Cloizeaux' bekendste boeken zijn Leçons de cristallographie (1861) en het tweedelige Manuel de minéralogie (1862).
- Bibliothèque nationale de France: cb12559972v (data)
- Gemeinsame Normdatei: 116083573
- International Standard Name Identifier: 0000 0001 0799 7497
- Library of Congress Control Number: n90613724
- Base Léonore: LH//1562/43
- Nederlandse Thesaurus van Auteursnamen: 16029343X
- LIBRIS: 293369
- SNAC: w6sb4qw8
- Système universitaire de documentation: 069677085
- Trove: 1080705
- Virtual International Authority File: 44414867
- WorldCat: E39PBJvxpb3xVyjkCW8bkDfTHC